# Forças Armadas da Arábia Saudita
As Forças Armadas Sauditas (em árabe: القوات المسلحة الملكية السعودية) é a principal força de combate do reino da Arábia Saudita, formado por um exército, uma força aérea e uma marinha de guerra, além de unidades de defesa antiaérea, brigadas da Guarda Nacional e paramilitares, totalizando mais de 478 000 combatentes. Há também, subordinado ao ministério da defesa, o serviço de inteligência nacional (Al Mukhabarat Al A'amah).
O Reino da Arábia Saudita tem uma das melhores forças de defesa do Oriente Médio. O país gasta 25% do seu orçamento, ou pelo menos US$ 88 bilhões, em suas forças armadas. Em termos de mão-de-obra, a Arábia Saudita tem pelo menos 688 000 pessoas ativas no serviço militar, com 300 000 em tropas do exército. Só a Guarda Nacional tem mais de 200 000 homens em suas fileiras e 25 000 soldados tribais, cuja função é primordialmente lidar com questões internas e ameaças ao regime Saud. A marinha, por sua vez, tem mais de 60 000 membros, enquanto as forças de defesa antiaérea e de foguetes tem 40 000 soldados a seu serviço. Já a força aérea tem mais de 63 000 empregados.